# Тюменские лисицы
«Тюме́нские лиси́цы» — женский хоккейный клуб из Тюмени. Основан в январе 2004 года. Команда мастеров была сформирована 8 ноября 2011 года. С 2012 по 2014 год выступал в чемпионате России. Являлся структурным подразделением ХК «Рубин». 8 мая 2014 года команда была расформирована.

## Статистика
| Сезон   | Место | И  | В  | ВО | ВБ | ПБ | ПО | П  | ЗШ  | ПШ  | О  |
| ------- | ----- | -- | -- | -- | -- | -- | -- | -- | --- | --- | -- |
| 2012/13 | 5     | 48 | 22 | 2  | 0  | 1  | 1  | 22 | 165 | 202 | 72 |
| 2013/14 | 8     | 40 | 15 | 0  | 0  | 2  | 1  | 22 | 122 | 206 | 48 |

Примечание: И — количество игр, В — выигрыши в основное время, ВО — выигрыши в овертайме, ВБ — выигрыши по буллитам, ПБ — поражения по буллитам, ПО — поражения в овертайме, П — поражения в основное время, ЗШ — забито шайб, ПШ — пропущено шайб, О — очки.

## Тренерский состав
Главный тренер:  Скородумов Евгений Владимирович
Тренер:  Карпов Евгений Владимирович